# Michał Kisiel
Michał Kisiel – polski oficer. Chorąży od 1767. Konfederat barski, w 1769 roku po upadku Zamku Wawelskiego dostał się do rosyjskiej niewoli, spędził 5 lat na Syberii. Rotmistrz z chorągwią 3. Pułku Przedniej Straży Buławy Polnej Koronnej w 1791 roku, 